# Маурицијус на Светском првенству у атлетици у дворани 2022.
Маурицијус је учествовао на 18. Светском првенству у атлетици у дворани 2022. одржаном у Београду од 18. до 20. марта. Репрезентацију Маурицијуса на њеном четрнаестом учествовању на светским првенствима у дворани представљао је један атлетичар који се такмичио у трци на 60 метара препоне.,
На овом првенству такмичар Маурицијуса није освојио ниједну медаљу нити је остварио неки резултат.

## Учесници
Мушкарци:
- Jeremie Lararaudeuse — 60 м препоне

## Резултати

### Мушкарци
| Атлетичар            | Дисциплина   | Лични рекорд | Квалификације | Квалификације | Полуфинале           | Полуфинале           | Финале               | Финале       | Детаљи |
| Атлетичар            | Дисциплина   | Лични рекорд | Резултат      | Место         | Резултат             | Место                | Резултат             | Место        | Детаљи |
| -------------------- | ------------ | ------------ | ------------- | ------------- | -------------------- | -------------------- | -------------------- | ------------ | ------ |
| Jeremie Lararaudeuse | 60 м препоне | 7,78         | 7,94          | 7. у гр. 5    | Није се квалификовао | Није се квалификовао | Није се квалификовао | 40 / 44 (46) |        |